# Liptena ilaro
Liptena ilaro är en fjärilsart som beskrevs av Henry Stempffer 1974. Liptena ilaro ingår i släktet Liptena och familjen juvelvingar. Inga underarter finns listade i Catalogue of Life.